# Terence Fisher
Terence Fisher (Maida Vale, Londres, 23 de febrer de 1904 − Twickenham, Londres, 18 de juny de 1980) va ser un director britànic.

## Biografia
És abans de tot famós per haver dirigit un cert nombre de pel·lícules per la firma britànic Hammer Film Productions, com The Curse of Frankenstein, Horror of Dracula, que han renovat els vells mites del fantàstic amb una posada en escena jugant amb els colors, les decoracions realistes, i un ambient gòtic. La seva versió de Dràcula és particularment important per l'estètica de les pel·lícules de vampirs i del cinema fantàstic en general: és la primera vegada que es veuen els ullals prominents de Dràcula, sang a la pantalla, i una tensió eròtica inèdita. També ha descobert els dos actors Peter Cushing i Christopher Lee.
La seva última pel·lícula serà Frankenstein and the Monster from Hell (realitzada per la Hammer Film Productions). Aquesta signarà la fi d'un cinema fantàstic gòtic, sent a la vegada el última obra mestra de la firma i el últim episodi d'una saga de cinc pel·lícules (els cinc Frankenstein  dirigides per Fisher, amb Peter Cushing, entre 1957 i 1974).

## Filmografia[2]
| - 1948: Portrait from Life - 1948: Coronel Bogey - 1948: Song of Tomorrow - 1948: To the Public Danger - 1949: Marry Me! - 1949: The Astonished Heart - 1950: Estrany succés - 1951: Home to Danger - 1952: Distant Trumpet - 1952: The Last Page - 1952: Wings of Danger - 1952: Stolen Face - 1953: Mantrap - 1953: Four Sided Triangle - 1953: Spaceways - 1953: Blood Orange - 1954: Three's Company - 1954: Final Appointment - 1954: Face the Música - 1954: Murder by Proxy - 1954: The Stranger Came Home - 1954: Mask of Dust - 1955: Stolen Assignment - 1955: Children Galore - 1955: The Flaw - 1956: The Gelignite Gang | - 1956: The Last Man to Hang? - 1957: Sword of Freedom (sèrie TV) - 1957: Kill Me Tomorrow - 1957: La maledicció de Frankenstein - 1958: Dracula - 1958: La venjança de Frankenstein - 1959: El gos dels Baskerville (The Hound of the Baskervilles) - 1959: The Man Who Could Cheat Death - 1959: La mòmia (The Mummy) - 1960: L'espasa del bosc de Sherwood - 1960: Els estranguladors de Bombai (The Stranglers of Bombay) - 1960: The Brides of Dracula - 1960: Les dues cares del Dr. Jekyll - 1961: La maledicció de l'home llop (The Curse of the Werewolf) - 1962: The Phantom of the Opera - 1962: Sherlock Holmes und das Halsband des Todes - 1963: The Horror of It All - 1964: La gorgona - 1965: The Earth Dies Screaming - 1966: L'illa del terror (Island of Terror) - 1966: Dràcula, príncep de les tenebres - 1967: La nit abrasadora (Night of the Big Heat) - 1967: Frankenstein va crear la dona (Frankenstein Created Woman) - 1968: La núvia del diable (The Devil Rides Out) - 1969: Frankenstein Must Be Destroyed - 1974: Frankenstein and the Monster from Hell |